# Copa de Clubes de la CECAFA 1982
La Copa de Clubes de la CECAFA 1982 fue la novena edición de este torneo de fútbol a nivel de clubes de África organizado por la CECAFA y que contó con la participación de 8 equipos representantes de África Central, África Oriental y África del Sur, 1 equipo más que en la edición anterior con la inclusión por primera vez de un equipo de Zimbabue.
El AFC Leopards de Kenia venció al Rio Tinto FC de Zimbabue en la final disputada en Kenia para ganar el título por segunda ocasión, y el tercero de manera consecutiva para los equipos de Kenia. El Gor Mahia, bicampeón defensor, fue eliminado en las semifinales.

## Fase de grupos

### Grupo A
Todos los partidos se jugaron en la capital Nairobi.
| AFC Leopards     | 2-0 | Rio Tinto FC     |
| Ujamaa FC        | 1-0 | Information Club |
| Rio Tinto FC     | 4-1 | Ujamaa FC        |
| AFC Leopards     | 2-0 | Information Club |
| Ujamaa FC        | 0-3 | AFC Leopards     |
| Information Club | 1-1 | Rio Tinto FC     |

| Club             | G | E | P | GF | GC | Pts |
| ---------------- | - | - | - | -- | -- | --- |
| AFC Leopards     | 3 | 0 | 0 | 7  | 0  | 6   |
| Rio Tinto FC     | 1 | 1 | 1 | 5  | 4  | 3   |
| Ujamaa FC        | 1 | 0 | 2 | 3  | 7  | 2   |
| Information Club | 0 | 1 | 2 | 1  | 4  | 1   |

### Grupo B
Todos los partidos se jugaron en la ciudad de Kisumu.
| Bata Bullets      | 1-1 | Gor Mahia         |
| Young Africans SC | 2-1 | KCC               |
| Gor Mahia         | 1-0 | KCC               |
| Young Africans SC | 1-0 | Bata Bullets      |
| Gor Mahia         | 3-1 | Young Africans SC |
| KCC               | 0-2 | Bata Bullets      |

| Club              | G | E | P | GF | GC | Pts |
| ----------------- | - | - | - | -- | -- | --- |
| Gor Mahia         | 2 | 1 | 0 | 5  | 2  | 5   |
| Young Africans SC | 2 | 0 | 1 | 4  | 4  | 4   |
| Bata Bullets      | 1 | 1 | 1 | 3  | 2  | 3   |
| KCC               | 0 | 0 | 3 | 1  | 5  | 0   |

## Semifinales
| Equipo 1     | Resultado | Equipo 2          |
| ------------ | --------- | ----------------- |
| AFC Leopards | 1-0       | Gor Mahia         |
| Rio Tinto FC | 2-1       | Young Africans SC |

## Final
| Equipo 1     | Resultado | Equipo 2     |
| ------------ | --------- | ------------ |
| AFC Leopards | 1-0       | Rio Tinto FC |

## Campeón
| Copa de Clubes de la CECAFA 1982 |
| -------------------------------- |
| Bandera de Kenia                 |
| AFC Leopards 2º Título           |